# Lose Control (canción de Teddy Swims)
«Lose Control» es una canción del cantautor estadounidense Teddy Swims, fue publicada el 23 de junio de 2023, como segundo sencillo de su álbum de estudio debut I've Tried Everything but Therapy (Part 1). Producida por Ammo y Julian Bunetta, es la primera canción de Swims en entrar al Billboard Hot 100, debutando en el número 99 y alcanzando el puesto número dos.Encabezó las listas en Bélgica, Suiza y Estados Unidos.

## Trasfondo
Teddy Swims dijo sobre la canción:
Estar enamorado a veces puede ser como una adicción: siempre perseguir los altibajos. Se trata de perderte a ti mismo y perder el control cuando todo comienza a derrumbarse y pensar que la única salida es estar con esa persona, persiguiendo ese sentimiento una y otra vez. 

## Listado de pistas
Transmisión/descarga digital
1. «Lose Control» - 3:30

Streaming/descarga digital – en vivo
1. «Lose Control» (en vivo) - 4:00
2. «Lose Control» - 3:30

Streaming/descarga digital – guitarra acustica
1. «Lose Control» (strings version) - 3:28

Streaming/descarga digital – piano
1. «Lose Control» (piano acústico) - 3:26
2. «Lose Control» - 3:30
3. «Lose Control» (strings version) - 3:28
4. «Lose Control» (en vivo) - 4:00

Streaming/descarga digital – slowed version
1. «Lose Control» (sloweb) - 3:56

Streaming/descarga digital – sped up
1. «Lose Control» (sped up) - 2:55

Transmisión/descarga digital: sesión de BBC Radio 1 Live Lounge
1. «Lose Control» (sesión de BBC Radio 1 Live Lounge ) - 3:27

Transmisión/descarga digital: Goddard. remix
1. «Lose Control» (Goddard. remix) - 2:40

Streaming/descarga digital – instrumental y acapella
1. «Lose Control» (instrumental) - 3:30
2. «Lose Control» (a capela) - 3:25

Streaming/descarga digital – en vivo en el Ryman
1. «Lose Control» (en vivo en el Ryman ; con Freak Feely) - 5:43

CD maxi sencillo
1. «Lose Control» - 3:30
2. «Lose Control» (en vivo; con Freak Feely) - 5:43
3. «Lose Control» (guitarra acústica) - 3:28
4. «Lose Control» (piano acústico) - 3:26
5. «Lose Control» (a capela) - 3:25
6. «Lose Control» (instrumental) - 3:30

Vinilo de 7 pulgadas
1. «Lose Control» - 3:30
2. «The Door» - 3:32

## Historial de lanzamientos
| Región         | Fecha                 | Formato(s)                        | Versión  | Etiqueta | Ref.  |
| -------------- | --------------------- | --------------------------------- | -------- | -------- | ----- |
| Varios         | 23 de junio de 2023   |                                   | Original | Warner   |       |
| Varios         | 14 de julio de 2023   | Vivir                             | [ 5 ]    | Warner   |       |
| Varios         | 28 de julio de 2023   | Versión de cuerdas                |          | Warner   |       |
| Varios         | 25 de agosto de 2023  | Versión para piano                |          | Warner   |       |
| Varios         | 14 de febrero de 2024 |                                   |          | Warner   |       |
| Varios         | 15 de febrero de 2024 | Sesión de BBC Radio 1 Live Lounge |          | Warner   |       |
| Varios         | 16 de febrero de 2024 | Goddard. remix                    |          | Warner   |       |
| Varios         | 1 de marzo de 2024    |                                   |          | Warner   |       |
| Varios         | 5 de marzo de 2024    | En vivo desde el Ryman            |          | Warner   |       |
| Estados Unidos | 26 de abril de 2024   | CD maxi                           |          | Warner   | [ 6 ] |
| Estados Unidos | 26 de abril de 2024   | 7 pulgadas                        | Original | Warner   | [ 7 ] |